# ساندي ستيفنز (مغنية)
ساندي ستيفنز (بالإنجليزية: Sandy Stevens)‏ هي مغنية بريطانية، ولدت في 1950 في المملكة المتحدة.

## وصلات خارجية
- ساندي ستيفنز على موقع ميوزك برينز (الإنجليزية)
- ساندي ستيفنز على موقع ديسكوغز (الإنجليزية)